# إلف الماء
إلف الماء أو رزيغيات أو آكلة اللحم (الاسم العلمي Hydrophilidae)، فصيلة حشرات من غمديات الأجنحة عديدة الأجناس والأنواع. معظمها يألف الماء والمناقع وبعضها يعيش على خشي الأبقار. جميعها من الحشرات القليلة الأذى، صغيرة القد مستطيلة الشكل، متعددة الألوان الزاهية، قصيرة الزباني النحيلة، مقدانية الأرساغ. إناثها تحيك صلجات مردنية الشكل تضع فيها مكنها الذي يرواح عدده من 30 إلى 50 ثم تربطها ببعض الأعشاب فتطفو الصلجة على صفحة الماء إلى أن يتم النقف فتنفلق وتغوص.